# Ullstorps distrikt
Ullstorps distrikt är ett distrikt i Tomelilla kommun och Skåne län. 
Distriktet ligger sydost om Tomelilla. 

## Tidigare administrativ tillhörighet
Distriktet inrättades 2016 och utgörs av en del av det område Tomelilla köping omfattade till 1971, delen som före 1952 utgjorde Ullstorps socken. 
Området motsvarar den omfattning Ullstorps församling hade 1999/2000.